# Ctenolophus
Ctenolophus és un gènere d'aranyes migalomorfes de la família dels idiòpids (Idiopidae). Es poden trobar a Sud-àfrica.
Van ser descrits per primer cop per William Frederick Purcell l'any 1904.

## Llista d'espècies
Segons The World Spider Catalog 11.5:
- Ctenolophus cregoei (Purcell, 1902)
- Ctenolophus fenoulheti Hewitt, 1913
- Ctenolophus heligmomeriformis Strand, 1907
- Ctenolophus kolbei (Purcell, 1902)
- Ctenolophus oomi Hewitt, 1913
- Ctenolophus pectinipalpis (Purcell, 1903)
- Ctenolophus spiricola (Purcell, 1903)